# Irrungen
Irrungen ist ein deutsches Stummfilmmelodram aus dem Jahre 1919 von Rudolf Biebrach mit Henny Porten und Harry Liedtke in den Hauptrollen.

## Handlung
Maria Jürgen arbeitet als Laborantin in der Fabrik Rudolf Stassens. Als ihr Vater, der dort als Vorarbeiter beschäftigt ist, ums Leben kommt, schwört sie Rache, da sie der Firmenleitung im Allgemeinen und Stassen im Besonderen die Schuld dafür gibt. Um auch dem alten Stassen ein Familienmitglied zu nehmen, hat sie sich Erwin Stassen, den Juniorchef, als lohnenswertes Ziel ausgesucht. Doch der ist alles andere als ein klassischer Kapitalist und Arbeiterausbeuter.
Nach einem Streik beginnt er sich für die Belange der Mitarbeiter zu interessieren und verliebt sich auch noch obendrein in Maria. Beide heiraten, doch hat Maria ihren Racheplan nicht aufgegeben. Kaum seine Ehefrau geworden, zeigt sie ihm stets schroff die kalte Schulter, als er um die Erfüllung der ehelichen Pflichten bittet. Erst mit der Zeit gelingt es dem gutaussehenden Erwin, ihren Hass in Liebe umzuwandeln.

## Produktionsnotizen
Irrungen entstand zur Jahreswende 1918/19 und passierte im Februar 1919 die Filmzensur. Die Uraufführung dieses Fünfakters fand am 14. Februar 1919 in Berlins Mozartsaal statt. Der Film war im Original 1492 Meter lang, bei der Neuzensur im Mai 1921 lediglich 1335 Meter.
Die Filmbauten wurden von Kurt Richter entworfen.

## Kritik
In Paimann’s Filmlisten ist zu lesen: „Stoff und Spiel ausgezeichnet, Photos und Szenerie sehr gut. (Ein Schlager).“